# Paratemnoides philippinus
Paratemnoides philippinus es una especie de arácnido del orden Pseudoscorpionida de la familia Atemnidae.

## Distribución geográfica
Se encuentra en Filipinas y Japón.